# 上海の伯爵夫人
『上海の伯爵夫人』（シャンハイのはくしゃくふじん、The White Countess）は、2005年の映画。1930年代の上海を舞台にしたロマンス映画で、ブッカー賞受賞作家カズオ・イシグロのオリジナル脚本を、ジェームズ・アイヴォリーが映像化した。

## ストーリー
1930年代の上海。ロシア貴族のソフィアは、祖国を逃れて上海で暮らしている。夫はすでになく、夫の側の親族と暮らしていた。ソフィアはクラブでホステス（タクシーダンサー）として働きつつ家計を支えていたが、気位の高い家族は、彼女をふしだらな女だと決め付け、辛く当たっていた。先の見えない不安と、身を持ち崩してゆくホステスが多い中、ひとり娘カティアのために黙って働く彼女だが、ある日、店を訪れていた盲目の外交官ジャクソンと出会う。ジャクソンはヴェルサイユ条約の調印にも立ち会った有能な外交官だったが、爆弾テロで妻子と自身の視力を失い、自暴自棄の生活を送っていた。彼には上海でバーを開く夢があり、競馬で勝ったお金を元に、自分の「夢のバー」を開こうとしていた。ジャクソンは、そのバーにソフィアが必要であると彼女を説得し、ソフィアは"The White Countess"で働くようになる。しかし一緒に働き始めても、二人の関係は全く仕事上のものに限られていた。しかし、日中戦争が勃発し、上海を脱出しなければならなくなる。

## キャスト
| 役名                           | 俳優                       | 日本語吹替     |
| ------------------------------ | -------------------------- | -------------- |
| トッド・ジャクソン             | レイフ・ファインズ         | 木下浩之       |
| ソフィア・ベリンスカヤ伯爵夫人 | ナターシャ・リチャードソン | 山像かおり     |
| マツダ                         | 真田広之                   | てらそままさき |
| グルシェンカ                   | マデリーン・ポッター       | 葛城七穂       |
| ピョートル・ベリンスキー公爵   | ジョン・ウッド             |                |
| ヴェラ・ベリンスカヤ公爵夫人   | ヴァネッサ・レッドグレイヴ | 久保田民絵     |
| オルガ・ベリンスカヤ           | リン・レッドグレイヴ       | 定岡小百合     |
| カティア・ベリンスカヤ         | マデリーン・ダリー         | 黒河奈美       |
| サミュエル                     | アラン・コーディナー       | 宮澤正         |